# Sõmeru, Lääne-Virumaa
Sõmeru (tyska: Neu-Sommerhusen) är en småköping (estniska: alevik) som utgör centralort i Sõmeru kommun i landskapet Lääne-Virumaa i nordöstra Estland. Orten ligger vid ån Sõmeru jõgi och vid vägskälet där Riksväg 5 möter Riksväg 1 (E20). Järnvägen mellan Tallinn och Narva passerar söder om orten.
I kyrkligt hänseende hör orten till Rakvere församling inom den Estniska evangelisk-lutherska kyrkan.